# Bezerédj Zoltán
Bezerédj Zoltán (álnevei: Somogyi B. Zoltán; Alexander Donau) (Marcali, 1922. május 6. – Köln, 2008. november) magyar újságíró, író.

## Életpályája
1944-ben végzett a Pázmány Péter Tudományegyetemen; államtudományi doktori diplomát kapott. 1944-ben Baranya vármegye tanfelügyelői hivatalának tanügyi fogalmazógyakornoka volt, de politikai magatartása miatt letartóztatták a nyilasok. 1945-ben az orosz megszálló hatóságok is letartóztatták. 1946–1949 között a Vallás- és Közoktatásügyi Minisztérium tanügyi segédfogalmazója, valamint a sajtóosztály helyettes vezetője volt. 1949-ben, Budapesten tanítói oklevelet szerzett. 1949–1956 között egy budapesti (óbudai) általános iskola oktatója volt. 1952-ben magyar–történelem szakos általános iskolai tanári oklevelet kapott. Az 1956-os forradalom leverése után nyugatra menekült; 1957–1959 között Párizsban élt. 1957–1958 között a Magyar Szabadságharcos Szövetség párizsi csoportjának elnöke volt. 1959-ben áttelepült az NSZK-ba. 1959–1963 között az NSZK külügyminisztériumának külső munkatársa, egyúttal a kölni Szovjetológiai Intézet, az Európa Unió és a Kölni Egyetem Szociológiai Intézete tudományos munkatársa volt. 1961-ben a saarbrückeni Europäische Studien-t is elvégezte. 1963–1973 között a Deutschlandfunk magyar osztályának fordítója, bemondója és szerkesztője, 1973–1989 között állandó külső munkatársa volt. 1968–1977 között a német Exil PEN Club tagja volt. 1973-tól a Freier Deutscher Autorenverband tagja volt. 1992-ben a Bezerédj Alapítvány alapító elnöke volt.

### Munkássága
Íróként szatírikus elbeszéléseket és történelmi regényeket írt. Történészként, szociológusként az 1956-os forradalom utóéletét, németországi hatását vizsgálta.
Felmenői – többek között Bezerédj Amália (1804–1837) és Bezerédj István (1796–1856) – emlékére 1992-ben megalapította a Bezerédj Alapítványt, amely minden évben a kultúra és a tudomány területén kimagasló értékeket felmutató fiatal művészeknek és tudósoknak ad ösztöndíjakat (1993-tól, minden évben október 23-án adják át).

## Művei
- A jövő útja (Szintétizmus)[4] (Budapest, 1942)
- Arccal az osztály felé. Egy tanár jegyzetei (szatírák, München, 1960; új kiadás: Budapest, 1992; Budapest–Sopron, 1997)
- Probleme der weltanschaulichen Erziehung in Ungarn nach dem Volksaufstand von 1956 (Köln, 1962)
- Magyarország a német sajtó tükrében (álnéven; München, 1963)
- Zehn Jahre danach. Die Ost–West Auseinandersetzung geht weiter. Reden und Schiften. 1957–1966. (Köln, 1966)
- Ho-Ho-Ho-Tschi-Minh! Sieg Heil! Es Lebe Die Provokation (szatírikus elbeszélés; Köln, 1968)
- Vorwärts Genossen, zum Endsieg. Az Arccal az osztály felé című műve német nyelvű átdolgozott kiadása (Köln, 1975)
- Die unmöglichen Weiber (szatíra, München, 1976)
- Ich proklamiere 1977 zum Jahr des Mannes oder die unmöglichen Wiber. Ill. Petri, Ladislaus (München, 1976)
- Der Junge aus dem Osten (álnéven; Frankfurt am Main, 1983)
- Die Deutschen im Psychokrieg Ost-West (Köln, 1985)
- Aphorismen-ABC. Silberne Sprüche, Gedankensplitter, Wortspiele (Frankfurt am Main, 1991)
- Hősök a vérpadon. Történelmi kisregény a kuruckorból (Budapest–Sopron, 1997)
- Eszmék és történelem. Századvégi visszapillantás (Budapest–Sopron, 1998)
- Elmúlt. Pillanatfelvételek a XX. századból (Sopron, 2000)
- Egy diák naplója (Budapest, 2003)